# Ossaea
Ossaea é um género botânico pertencente à família Melastomataceae.
1. ↑  «Ossaea — World Flora Online». www.worldfloraonline.org. Consultado em 19 de agosto de 2020